# Premio César
Il premio César è un riconoscimento cinematografico assegnato annualmente dal 1976 dall'Académie des arts et techniques du cinéma ai migliori film e alle principali figure professionali del cinema francese.
I premi sono assegnati alla fine del primo trimestre dell'anno, attraverso il voto dei membri dell'Académie ai film usciti nelle sale cinematografiche francesi fra il 1º gennaio e il 31 dicembre dell'anno precedente, durante la Cérémonie des César presieduta da un'importante personalità del mondo del cinema, che si svolge in uno dei principali teatri parigini (dal 2002 il Théâtre du Châtelet) e che fin dalla prima edizione ha avuto la diretta televisiva (dal 1994 su Canal+).

## Storia
L'Académie è nata nel 1974 su iniziativa del produttore Georges Cravenne, in analogia con la statunitense Academy of Motion Picture Arts and Sciences internazionalmente conosciuta per l'assegnazione dei Premi Oscar, per raggruppare i professionisti dell'industria cinematografica francese e, a partire dal 1976, per riconoscerne e celebrarne i risultati più significativi attraverso l'assegnazione dei Premi César.
Il premio trae nome da quello dello scultore César Baldaccini, che ha realizzato appositamente per l'Académie l'opera unica di cui i trofei consegnati ai vincitori delle varie categorie sono l'esatta riproduzione.
Nella prima edizione, la cui cerimonia si è svolta il 3 aprile 1976 ed è stata presieduta da Jean Gabin, sono stati assegnati tredici Premi César, un numero che si è poi modificato nel corso degli anni, con la creazione di nuove categorie e l'abbandono di altre. Il maggior numero di premi, ventidue, è stato assegnato nell'edizione del 1991.
Nel corso degli anni sono stati assegnati anche Premi César onorari a personalità di rilevanza internazionale in riconoscimento del valore dell'insieme della loro opera.

## Categorie

### Premi attuali
- Miglior film (Meilleur film)
- Miglior regista (Meilleur réalisateur)
- Migliore attore (Meilleur acteur)
- Migliore attrice (Meilleure actrice)
- Migliore attore non protagonista (Meilleur acteur dans un second rôle)
- Migliore attrice non protagonista (Meilleure actrice dans un second rôle)
- Migliore promessa maschile (Meilleur espoir masculin) (dal 1983, creato in onore di Patrick Dewaere)[1]
- Migliore promessa femminile (Meilleur espoir féminin) (dal 1983, creato in onore di Romy Schneider)[1]
- Migliore sceneggiatura originale (Meilleur scénario original) (dal 2006)
- Miglior adattamento (Meilleur scénario adaptation) (dal 2006)
- Migliore fotografia (Meilleure photographie)
- Miglior montaggio (Meilleur montage)
- Migliore scenografia (Meilleurs décors)
- Migliori costumi (Meilleurs costumes) (dal 1985)
- Migliore musica (Meilleure musique écrite pour un film)
- Miglior sonoro (Meilleur son)
- Miglior film straniero (Meilleur film étranger)
- Miglior film d'animazione (Meilleur film d'animation) (dal 2011)
- Migliore opera prima (Meilleur premier film) (dal 1982)
- Migliori effetti visivi (dal 2022)
- Miglior documentario (Meilleur film documentaire) (dal 2007)
- Miglior cortometraggio (Meilleur court métrage) (dal 1992)
- Premio César onorario (César d'honneur)

### Premi non più assegnati
- Miglior film dell'Unione europea (Meilleur film de l'Union européenne) (2003-2005)
- Miglior film in lingua francese (Meilleur film francophone) (1984-1986)
- Miglior film pubblicitario (Meilleur film publicitaire) (1985-1986)
- Migliore sceneggiatura originale o il miglior adattamento (Meilleur scénario original ou adaptation) (1976-2005)
- Miglior manifesto (Meilleure affiche) (1986-1990)
- Miglior cortometraggio d'animazione (Meilleur court métrage d'animation) (1977-1990)
- Miglior cortometraggio di fiction (Meilleur court métrage de fiction) (1977-1991)
- Miglior cortometraggio documentario (Meilleur court métrage documentaire) (1977-1991)
- Miglior produttore (Meilleur producteur) (1996-1997)

## Record

### Film
In 40 edizioni due soli film sono riusciti a vincere tutti e cinque i premi "maggiori" (film, regista, attore, attrice e sceneggiatura): L'ultimo metrò (Le dernier métro) di François Truffaut e Amour di Michael Haneke.
I film che hanno vinto il maggior numero di premi sono i seguenti:
- 10 premi
  - (su 12 candidature): L'ultimo metrò (Le dernier métro) di François Truffaut (nel 1981)
  - (su 13 candidature): Cyrano de Bergerac di Jean-Paul Rappeneau (nel 1991)
- 9 premi (su 13 candidature): Il profeta (Un prophète) di Jacques Audiard (nel 2010)
- 8 premi (su 10 candidature): Tutti i battiti del mio cuore (De battre mon cœur s'est arrêté) di Jacques Audiard (nel 2006)
- 7 premi
  - (su 8 candidature): Providence di Alain Resnais (nel 1978)
  - (su 8 candidature): Timbuktu di Abderrahmane Sissako (nel 2015)
  - (su 9 candidature): Arrivederci ragazzi (Au revoir les enfants) di Louis Malle (nel 1988)
  - (su 9 candidature): Séraphine di Martin Provost (nel 2009)
  - (su 10 candidature): Il pianista (The Pianist) di Roman Polański (nel 2003)
  - (su 11 candidature): Tutte le mattine del mondo (Tous les matins du monde) di Alain Corneau (nel 1992)
  - (su 12 candidature): Parole, parole, parole... (On connaît la chanson) di Alain Resnais (nel 1998)
- 6 premi
  - (su 10 candidature): Thérèse di Alain Cavalier (nel 1987)
  - (su 10 candidature): The Artist di Michel Hazanavicius (nel 2012)
- 5 premi
  - (su 8 candidature): Microcosmos - Il popolo dell'erba (Microcosmos) di Claude Nuridsany e Marie Pérennou (nel 1997)
  - (su 9 candidature): Smoking/No Smoking di Alain Resnais (nel 1994)
  - (su 9 candidature): Lady Chatterley di Pascal Ferran (nel 2007)
  - (su 10 candidature): Amour di Michael Haneke (nel 2013)
  - (su 10 candidature): Tutto sua madre (Les Garçons et Guillaume, à table!) di Guillaume Gallienne (nel 2014)
  - (su 11 candidature): Troppo bella per te! (Trop belle pour toi) di Bertrand Blier (nel 1990)
  - (su 11 candidature): La Vie en rose (La Môme) di Olivier Dahan (nel 2008)
  - (su 12 candidature): Ciao amico (Tchao Pantin) di Claude Berri (nel 1984)
  - (su 12 candidature): Camille Claudel di Bruno Nuytten (nel 1989)
  - (su 12 candidature): Indocina di Régis Wargnier (nel 1993)
  - (su 12 candidature): La Regina Margot (La Reine Margot) di Patrice Chéreau (nel 1995)
  - (su 12 candidature): Una lunga domenica di passioni (Un long dimanche de fiançailles) di Jean-Pierre Jeunet (nel 2005)

### Persone

#### Registi
Il premio per il miglior regista è stato vinto quattro volte da Roman Polański (su 4 candidature), vincitore in un'occasione anche come sceneggiatore.
È stato vinto due volte dai seguenti autori:
- Alain Resnais (su 8 candidature)
- Bertrand Tavernier (su 7 candidature) - ha vinto anche tre premi come sceneggiatore (su 8 candidature)
- Jacques Audiard (su 4 candidature) - ha vinto anche tre premi come sceneggiatore (su 5 candidature)
- Claude Sautet (su 4 candidature) - è stato anche candidato tre volte come sceneggiatore
- Abdellatif Kechiche (su 3 candidature) - ha vinto anche due premi come sceneggiatore (su 3 candidature)
- Jean-Jacques Annaud (su 2 candidature)

#### Attori
Gli attori, senza distinzione di sesso e di categoria (attore, attore non protagonista, promessa), che hanno vinto il maggior numero di premi sono i seguenti:
- 5 premi: Isabelle Adjani (miglior attrice)
- 4 premi:
  - Nathalie Baye (due premi come miglior attrice e due come miglior attrice non protagonista)
  - Dominique Blanc (un premio come miglior attrice e tre come miglior attrice non protagonista)
- 3 premi:
  - Michel Serrault (miglior attore)
  - Mathieu Amalric (due premi come miglior attore e uno come miglior promessa maschile)
  - André Dussollier (un premio come miglior attore e due come miglior attore non protagonista)
  - Annie Girardot (un premio come miglior attrice e due come miglior attrice non protagonista)
  - Julie Depardieu (due premi come miglior attrice non protagonista e uno come miglior promessa femminile)
  - Jean Carmet (due premi come migliore attore non protagonista e un premio onorario)
  - Jean Rochefort (un premio come miglior attore, uno come miglior attore non protagonista e un premio onorario)
  - Jeanne Moreau (un premio come miglior attrice e due premi onorari)

Gérard Depardieu e Isabelle Huppert sono gli attori che hanno ricevuto il maggior numero di candidature, rispettivamente 16 e 13, ma ciascuno ha vinto in sole due occasioni.

#### Altre categorie
Il premio per la miglior sceneggiatura (miglior sceneggiatura originale o il miglior adattamento, miglior sceneggiatura originale, miglior adattamento) è stato vinto 4 volte dalla coppia Jean-Pierre Bacri-Agnès Jaoui e da Jacques Audiard.
Il premio per la miglior fotografia è stato vinto 3 volte da Thierry Arbogast (su 8 candidature), Philippe Rousselot (su 6 candidature) e Yves Angelo (su 6 candidature, due in una sola edizione).
Il premio per il miglior montaggio è stato vinto 5 volte da Juliette Welfling (su 8 candidature).
Il premio per la miglior scenografia è stato vinto 3 volte da Jacques Saulnier (su 10 candidature), Alexandre Trauner (su 7 candidature) e Pierre Guffroy (su 5 candidature).
Il premio per i migliori costumi è stato vinto 3 volte da Christian Gasc (su 7 candidature) e da Caroline de Vivaise (su 4 candidature).
Il premio per la miglior colonna sonora è stato vinto 3 volte da Georges Delerue (su 8 candidature), Alexandre Desplat (su 8 candidature), Bruno Coulais (su 7 candidature) e Michel Portal (su 4 candidature).

## Madrine e padrini del Premio
| Edizione | Anno | Maestro della cerimonia          |
| -------- | ---- | -------------------------------- |
| 26ª      | 2001 | Édouard Baer                     |
| 27ª      | 2002 | Édouard Baer                     |
| 28ª      | 2003 | Géraldine Pailhas                |
| 29ª      | 2004 | Gad Elmaleh                      |
| 30ª      | 2005 | Gad Elmaleh                      |
| 31ª      | 2006 | Valérie Lemercier                |
| 32ª      | 2007 | Valérie Lemercier                |
| 33ª      | 2008 | Antoine de Caunes                |
| 34ª      | 2009 | Antoine de Caunes                |
| 35ª      | 2010 | Valérie Lemercier et Gad Elmaleh |
| 36ª      | 2011 | Antoine de Caunes                |
| 37ª      | 2012 | Antoine de Caunes                |
| 38ª      | 2013 | Antoine de Caunes                |
| 39ª      | 2014 | Cécile de France                 |
| 40ª      | 2015 | Édouard Baer                     |
| 41ª      | 2016 | Florence Foresti                 |
| 42ª      | 2017 | Jérôme Commandeur                |
| 43ª      | 2018 | Manu Payet                       |
| 44ª      | 2019 | Kad Merad                        |
| 45ª      | 2020 | Florence Foresti                 |
| 46ª      | 2021 | Marina Foïs                      |
| 47ª      | 2022 | Antoine de Caunes                |